# Ibolyafajok listája
Az ibolya (Viola) nemzetségbe tartozó fajok listája:

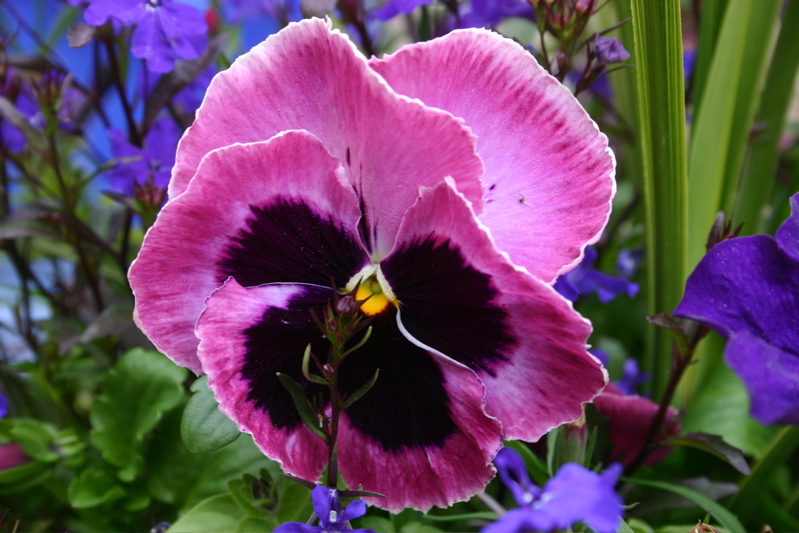

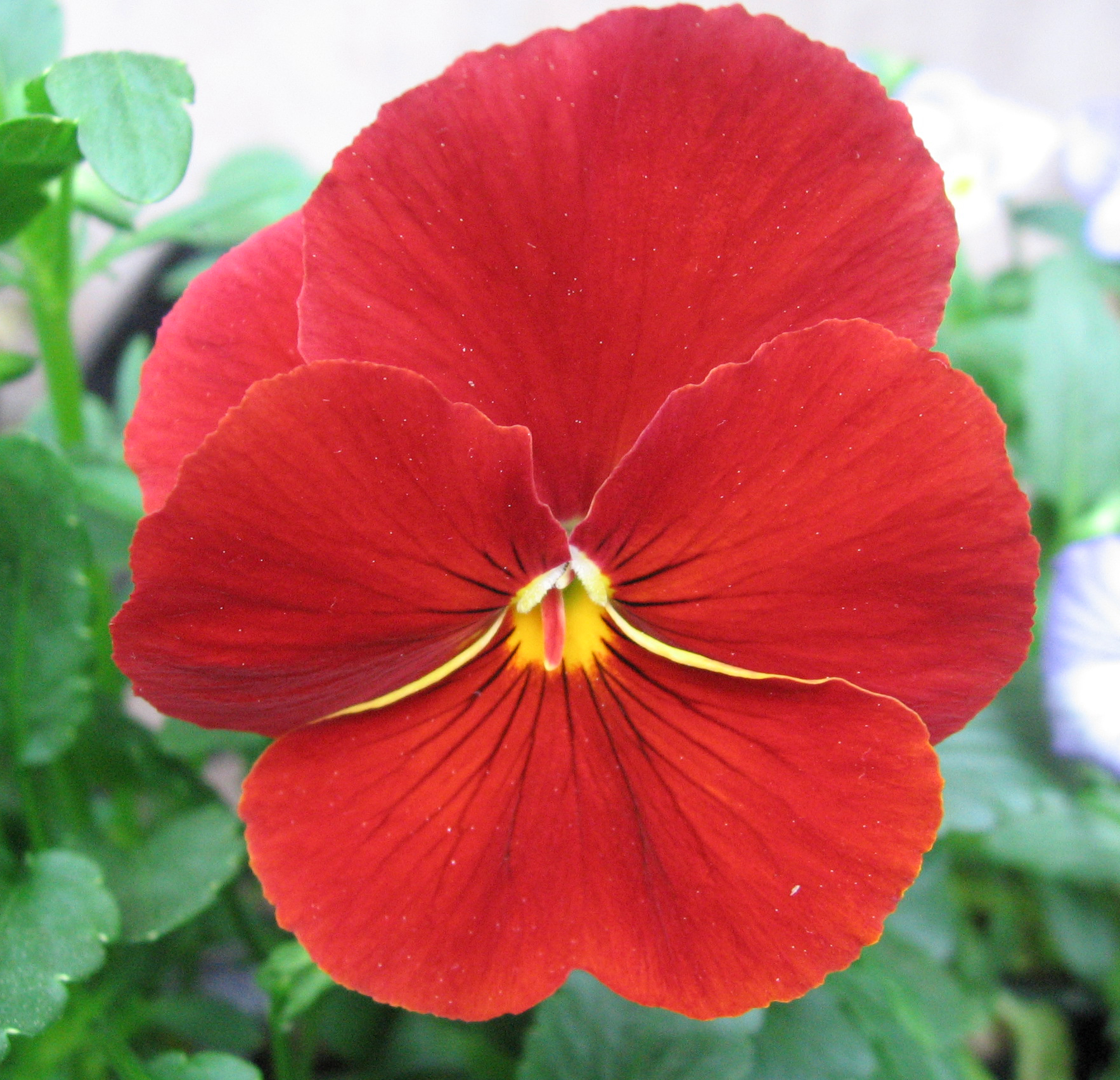

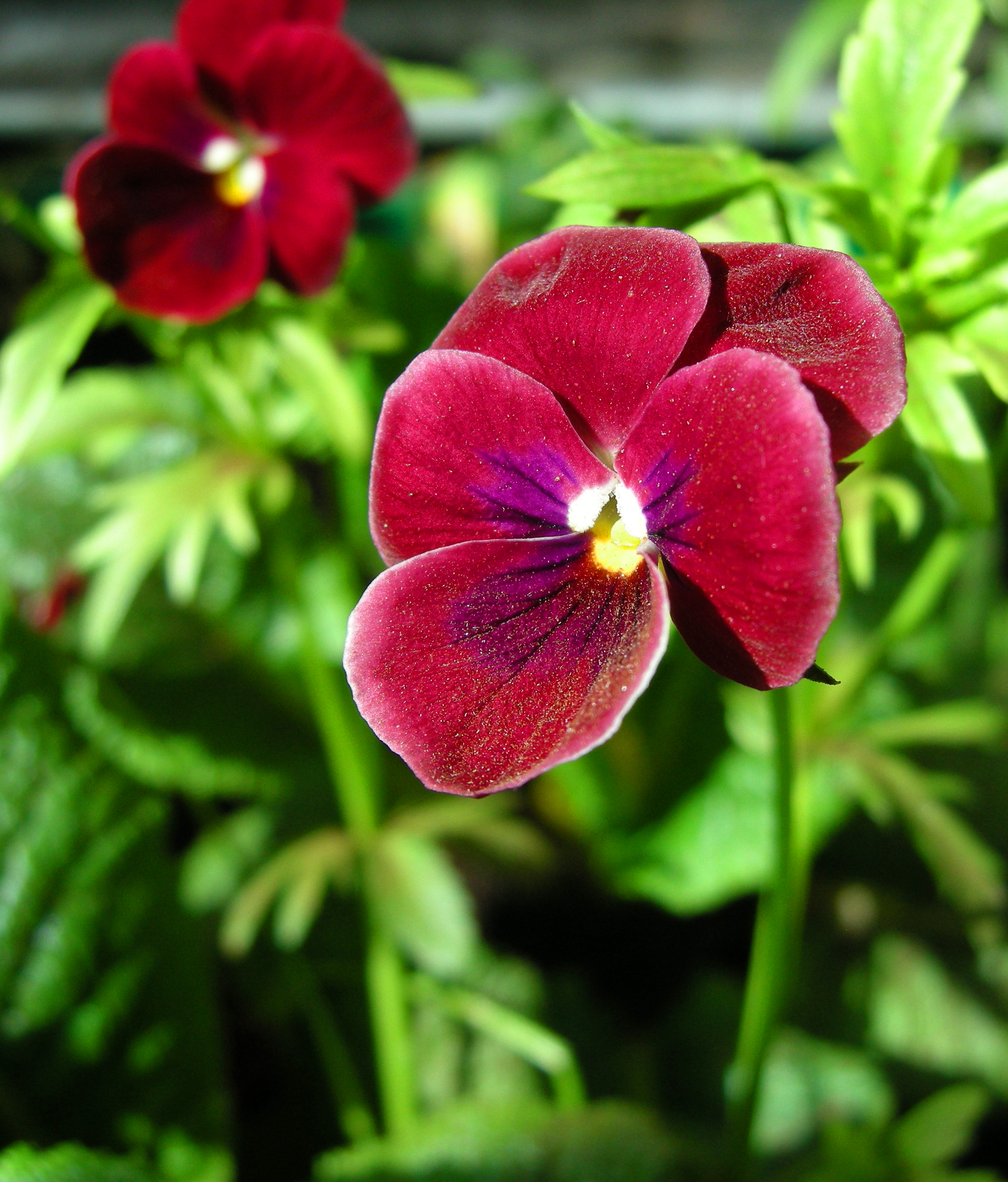

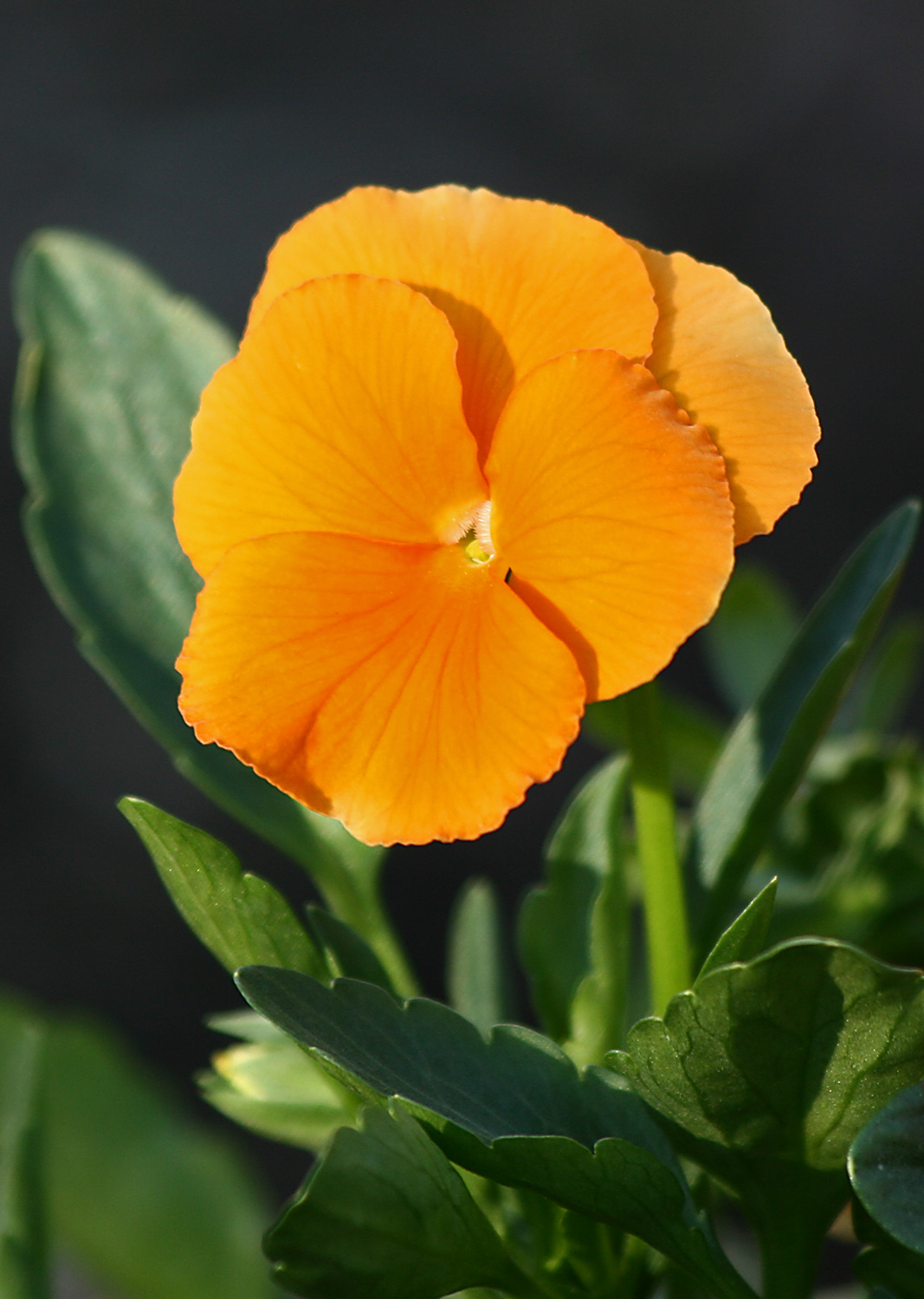

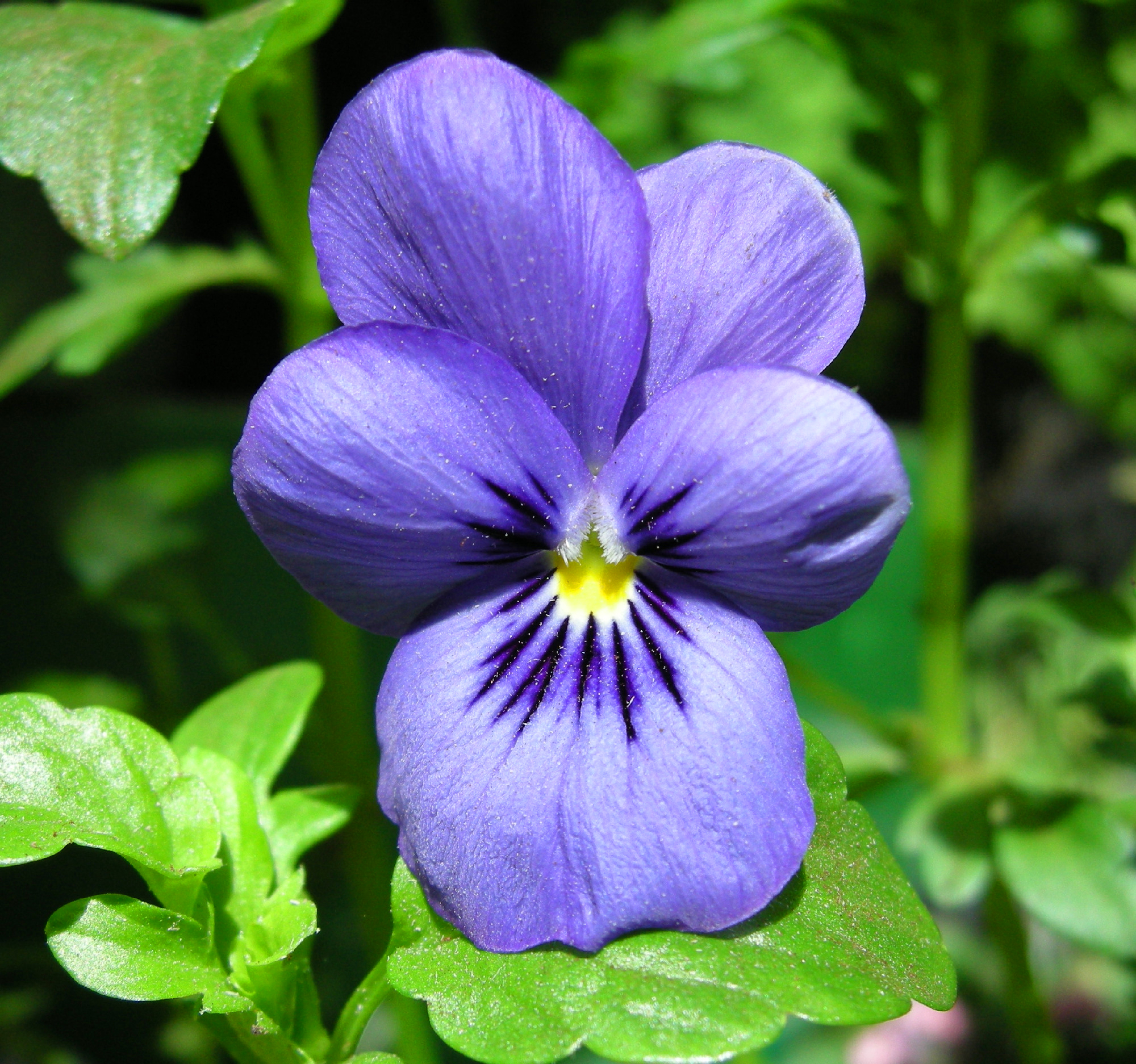

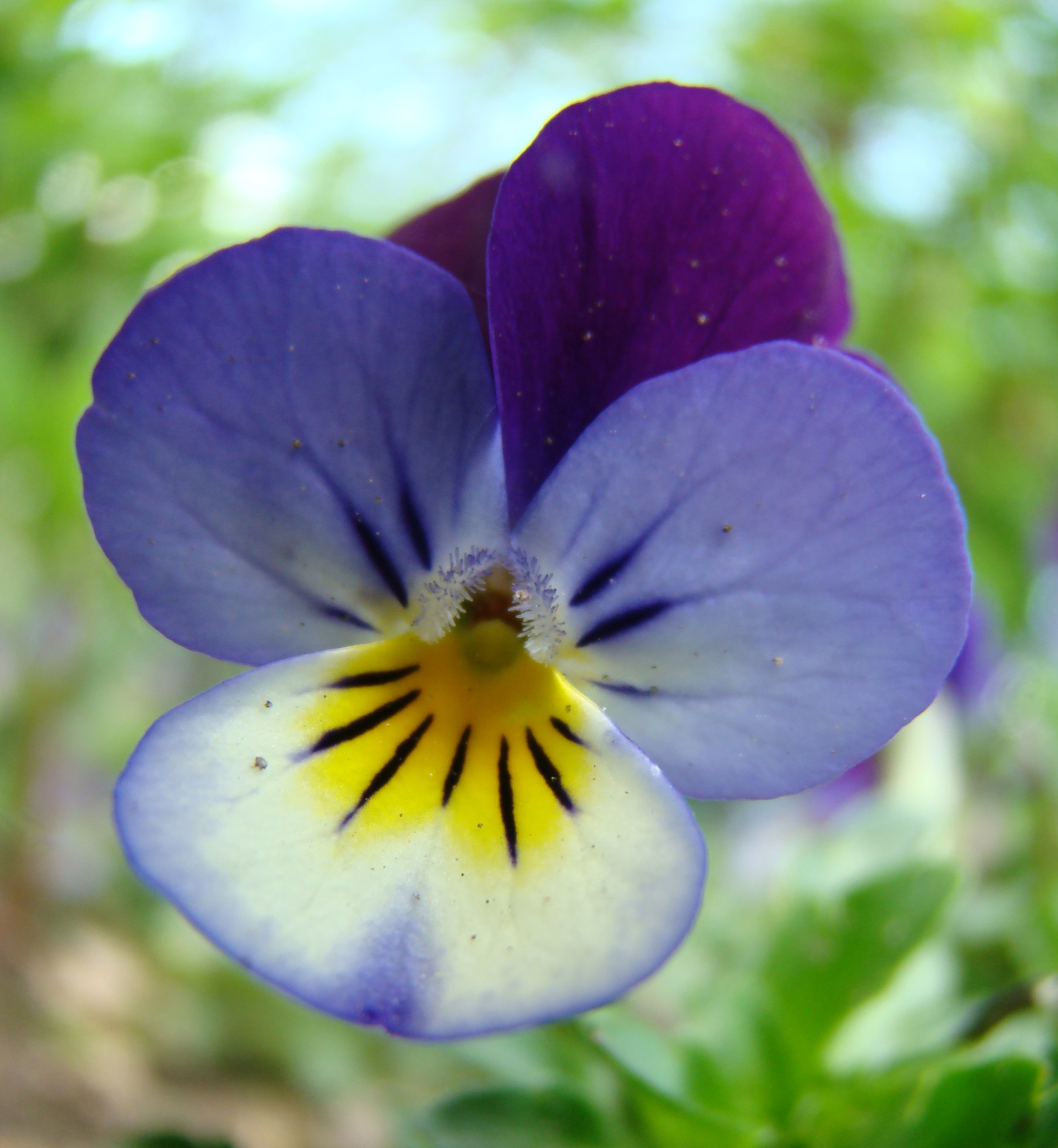

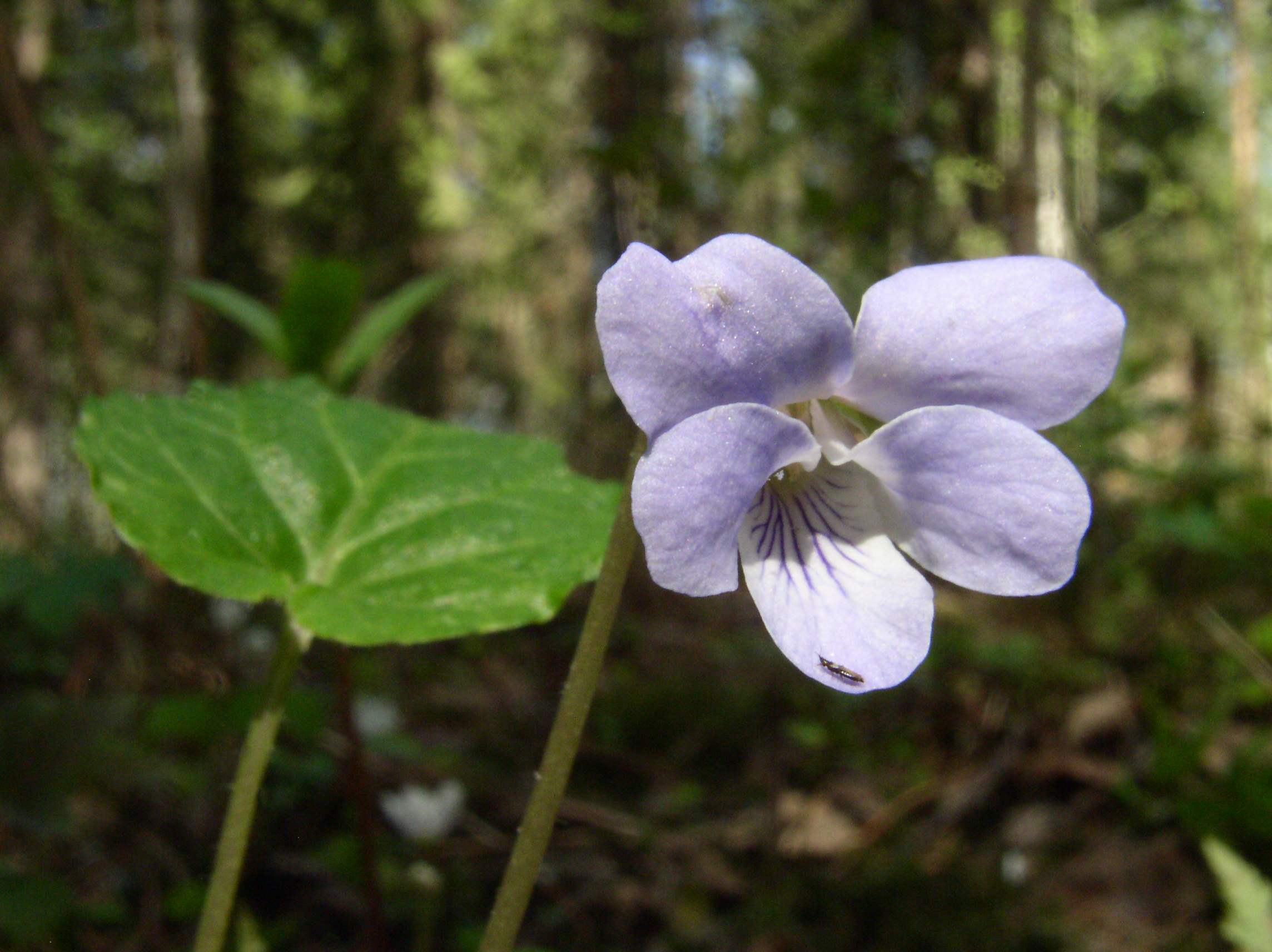

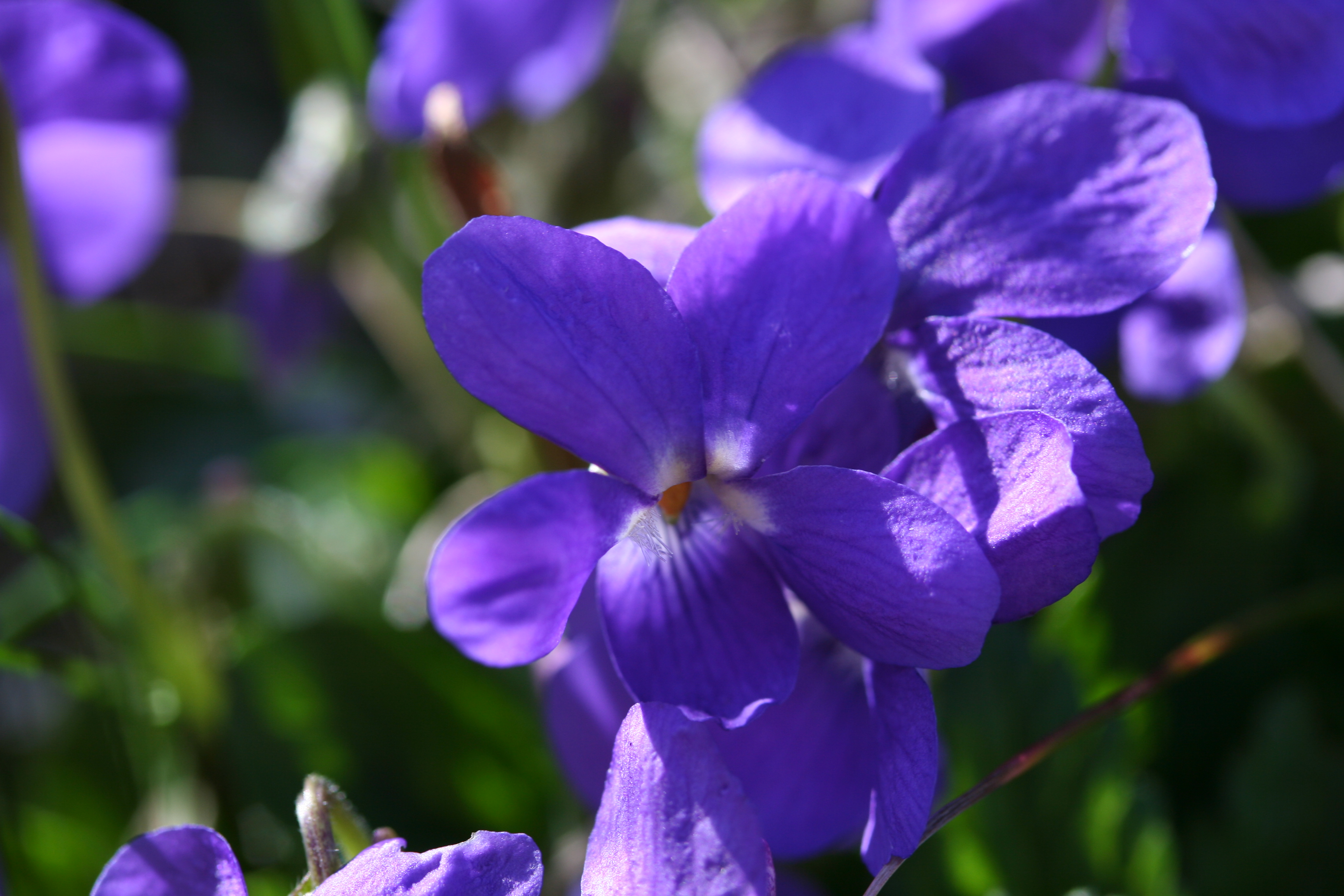

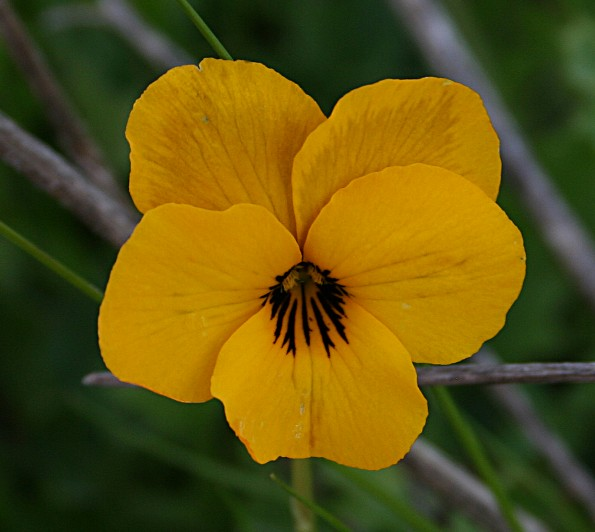

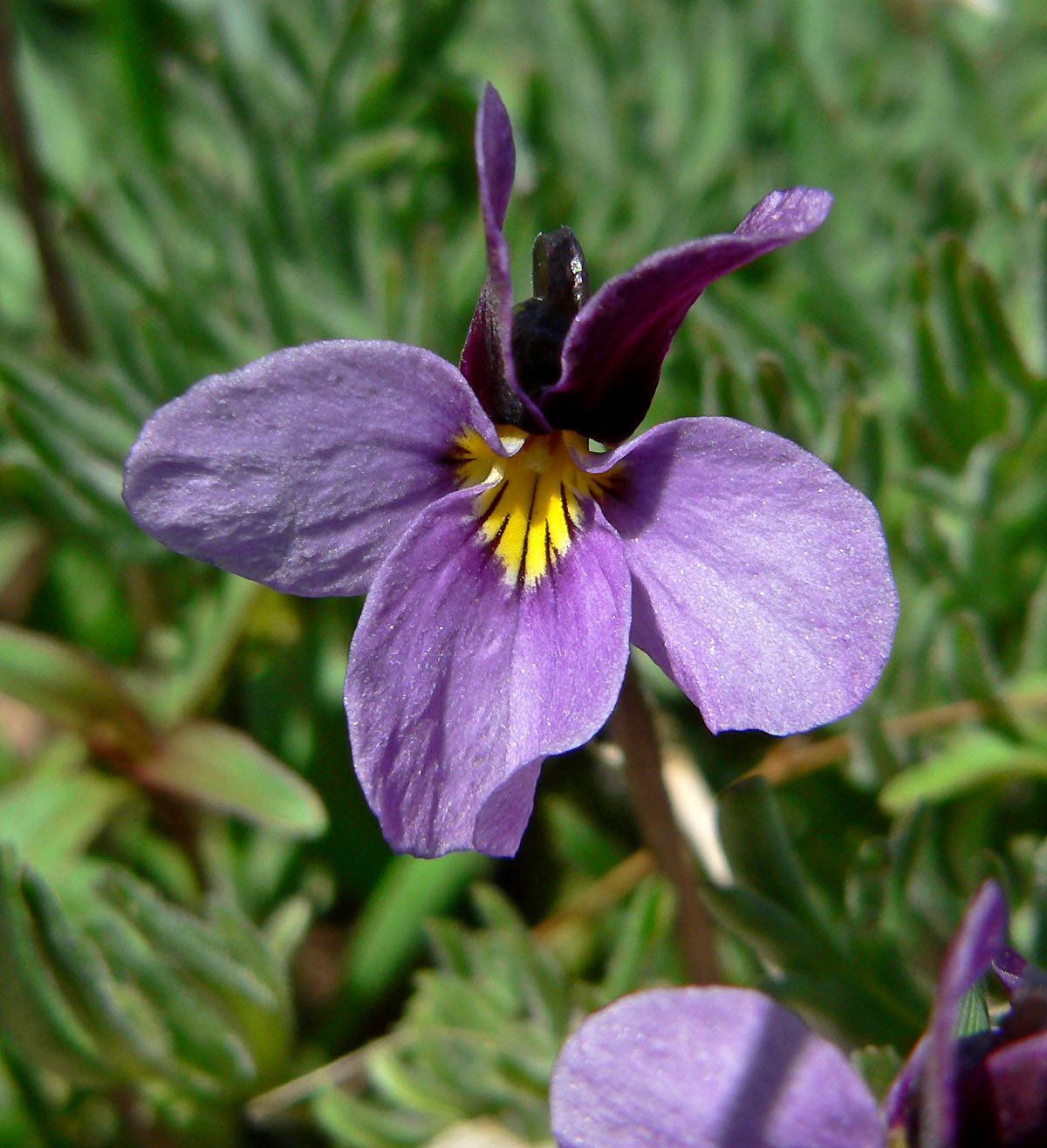

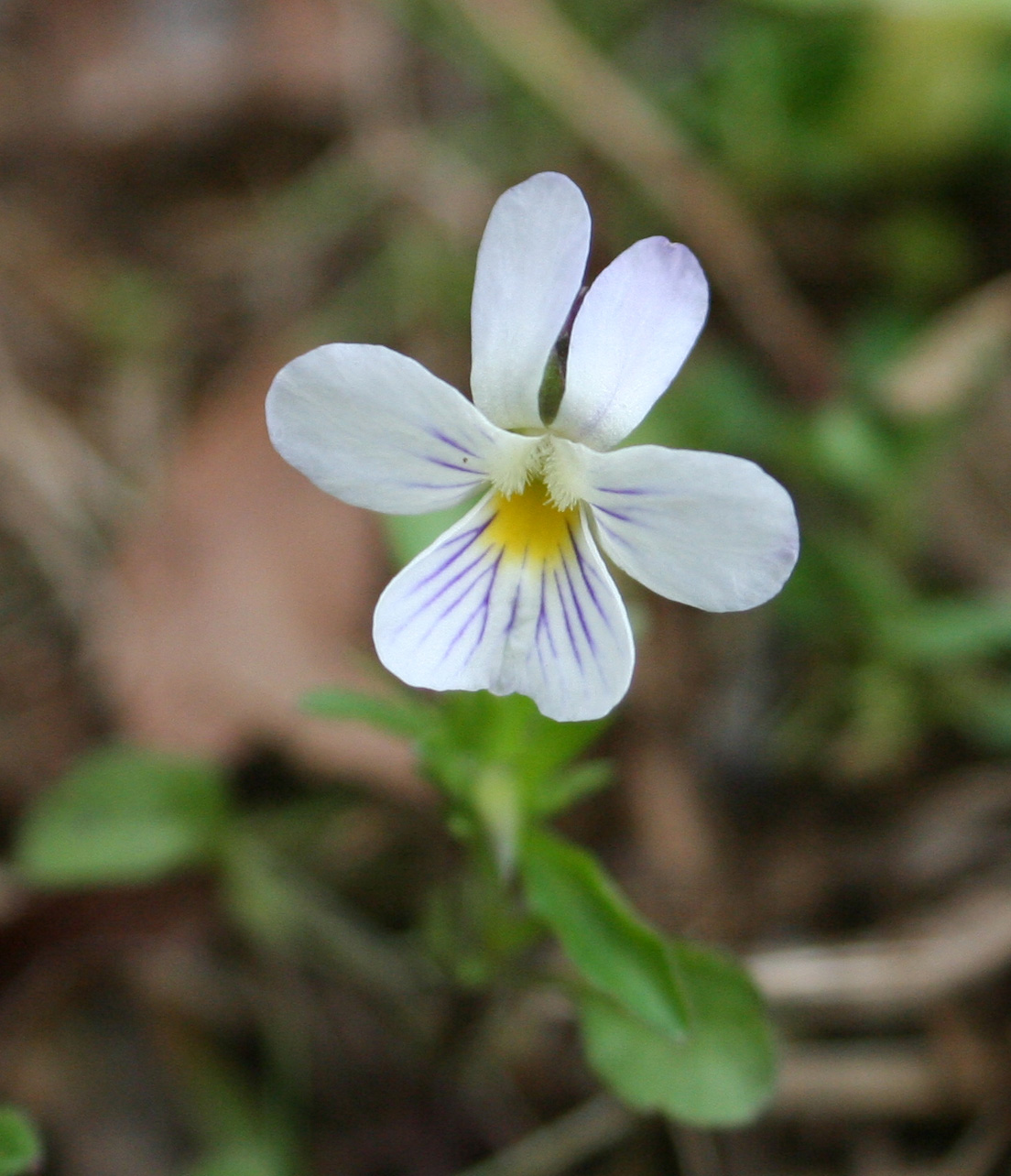

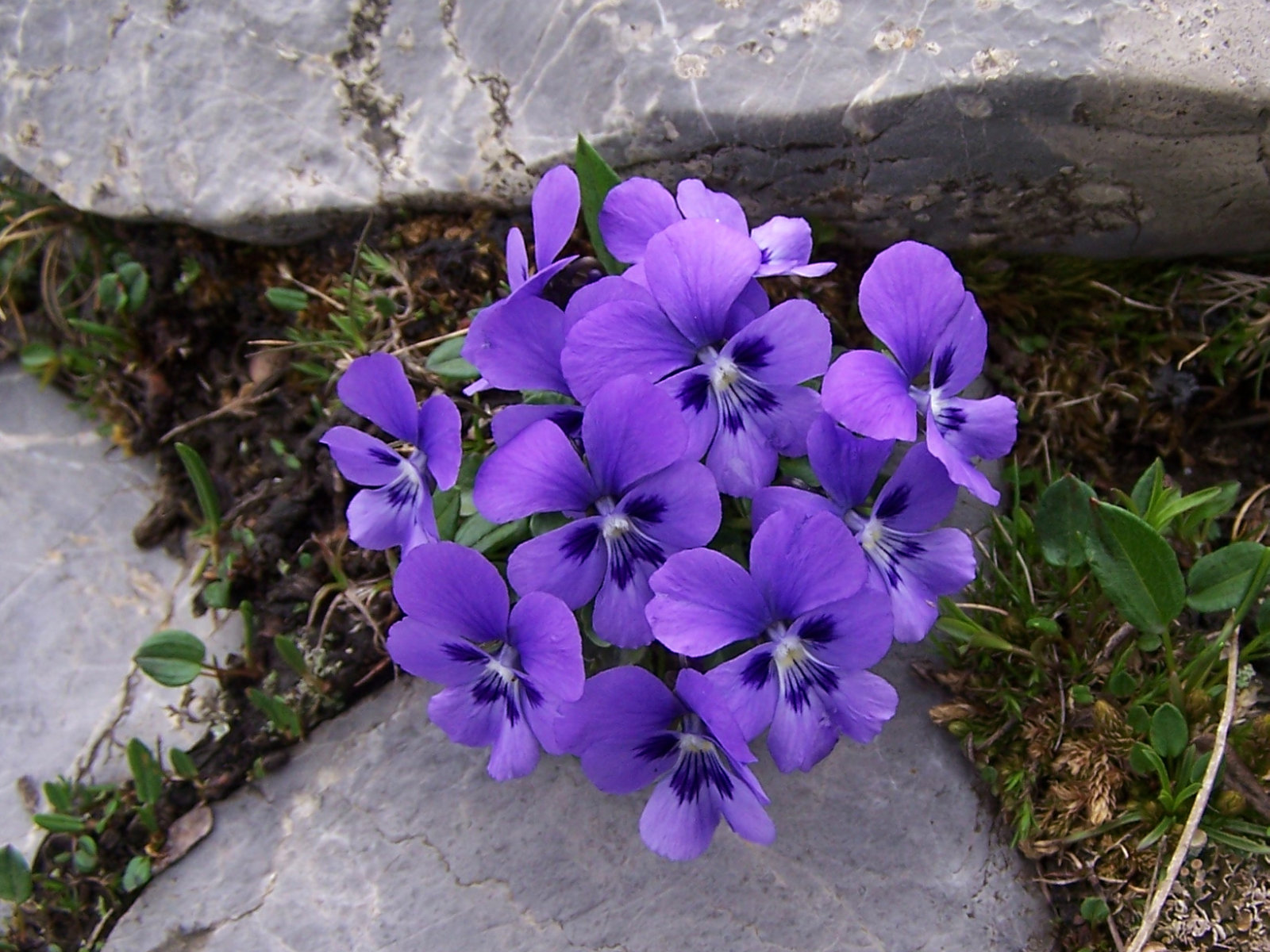

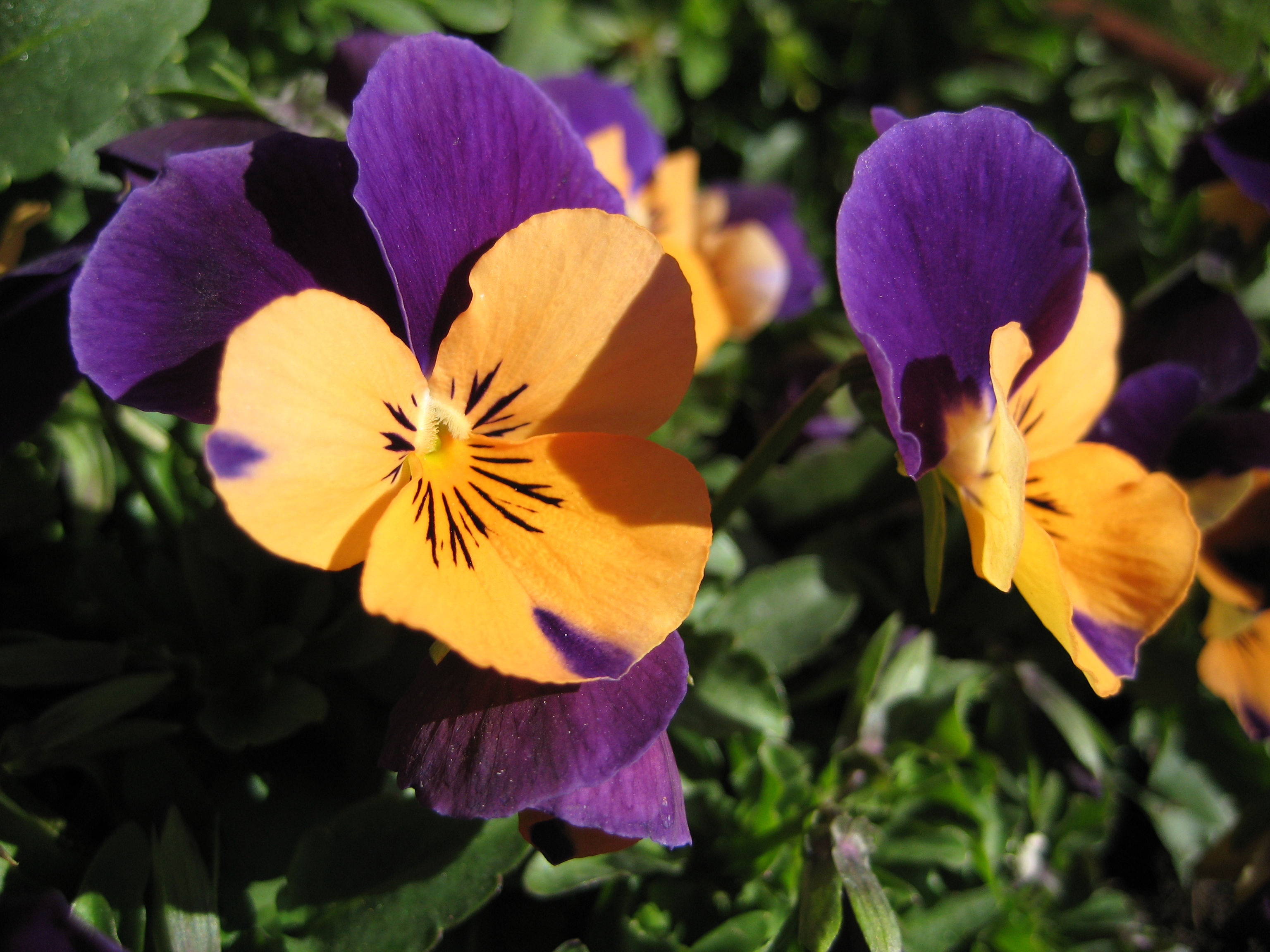

| Ábécé szerinti tartalomjegyzék                      |
| --------------------------------------------------- |
| A B C D E F G H I J K L M N O P Q R S T U V W X Y Z |

## A
- (Viola acuminata)
- (Viola adunca)
- (Viola aetolica)
- (Viola affinis)
- Fehér ibolya (Viola alba)
- (Viola allchariensis)
- (Viola alpina)
- (Viola altaica)
- (Viola appalachiensis)
- (Viola arborescens)
- (Viola arsenica)
- Mezei árvácska Apró árvácska (Viola arvensis)

## B
- (Viola bakeri)
- (Viola banksii)
- (Viola beckwithii)
- (Viola bertolonii)
- (Viola betonicifolia)
- (Viola bicolor)
- Sárga ibolya (Viola biflora)
- (Viola blanda)
- (Viola brevistipulata)
- (Viola brittoniana)

## C
- Cink-ibolya (Viola calaminaria)
- (Viola calcarata)
- (Viola californica)
- (Viola canadensis)
- Sovány ibolya (Viola canina)
- (Viola cazorlensis)
- (Viola cenisia)
- (Viola chaerophylloides)
- (Viola chamissoniana)
- (Viola charlestonensis)
- (Viola cheiranthifolia)
- (Viola chinensis)
- Dombi ibolya (Viola collina)
- (Viola comollia)
- (Viola conspersa)
- Sarkantyús árvácska (Viola cornuta)
- (Viola corsica)
- (Viola crassa)
- (Viola cryana)
- (Viola cucullata)
- (Viola cuneata)
- (Viola cunninghamii)

## D
- (Viola declinata)
- (Viola delphinantha)
- (Viola diffusa)
- (Viola dissecta)
- (Viola douglasii)
- (Viola dubyana)

## E
- (Viola egglestonii)
- Nyúlánk ibolya (Viola elatior)
- (Viola elegantula)
- (Viola epipsila)
- (Viola eugeniae)

## F
- (Viola fimbriatula)
- (Viola flettii)
- (Viola frank-smithii)

## G
- (Viola glabella)
- (Viola gracilis)
- (Viola grisebachiana)
- (Viola grypoceras)
- (Viola guadalupensis)
- (Viola guestphalica)

## H
- (Viola hallii)
- (Viola hastata)
- (Viola hederacea)
- (Viola helenae)
- (Viola hirsutula)
- Borzas ibolya (Viola hirta)
- (Viola hispida)
- (Viola howellii)

## I
- (Viola incognita)
- (Viola japonica)

## J
- (Viola jooi)

## K
- (Viola kauaensis)
- (Viola keiskei)
- törpe árvácska (Viola kitaibeliana)
- koreai árvácska (Viola koreana)
- (Viola kosaninii)

## L
- (Viola labradorica)
- (Viola lactea)
- (Viola lanaiensis)
- (Viola lanceolata)
- (Viola langsdorfii)
- (Viola lithion)
- (Viola lobata)
- (Viola lovelliana)
- (Viola lutea)

## M
- (Viola macloskeyi)
- (Viola mandshurica)
- (Viola maviensis)
- Csodás ibolya (Viola mirabilis)
- (Viola missouriensis)
- (Viola munbyana)

## N
- (Viola nephrophylla)
- (Viola novae-angliae)
- (Viola nuttallii)

## O
- (Viola oahuensis)
- (Viola obliqua)
- (Viola obtusa)
- (Viola ocellata)
- Illatos ibolya (Viola odorata)
- (Viola orbiculata)
- (Viola orientalis)
- (Viola orphanidis)

## P
- (Viola palmata)
- Mocsári ibolya (Viola palustris)
- (Viola patrinii)
- (Viola pedata)
- (Viola pedatifida)
- (Viola pedunculata)
- Mocsári ibolya ~ Lápi ibolya (Viola persicifolia) vagy (Viola stagnina)
- (Viola pinetorum)
- (Viola pinnata)
- (Viola praemorsa)
- (Viola primulifolia)
- (Viola prionantha)
- (Viola psychodes)
- (Viola pubescens)
- Réti ibolya (Viola pumila)
- (Viola purpurea)
- (Viola pyrenaica)

## R
- (Viola rafinesquii)
- Erdei ibolya (Viola reichenbachiana)
- (Viola reichei)
- (Viola renifolia)
- Nagyvirágú ibolya (Viola riviniana)
- (Viola rostrata)
- (Viola rotundifolia)
- Homoki ibolya (Viola rupestris)

## S
- (Viola sagittata)
- (Viola selkirkii)
- (Viola sempervirens)
- (Viola septemloba)
- (Viola septentrionalis)
- (Viola sieberiana)
- (Viola sheltonii)
- Csíkos ibolya (Viola sororia)
- (Viola stojanowii)
- (Viola stoloniflora)
- (Viola striata)
- Keleti ibolya (Viola suavis)
- (Viola subsinuata)

## T
- (Viola tokubuchiana)
- (Viola tomentosa)
- Háromszínű árvácska (Viola tricolor)
- (Viola triloba)
- (Viola trinervata)
- (Viola tripartita)

## U
- (Viola uliginosa)
- (Viola umbraticola)
- (Viola utahensis)

## V
- (Viola vaginata)
- (Viola valderia)
- (Viola vallicola)
- (Viola variegata)
- (Viola verecunda)
- (Viola viarum)
- (Viola villosa)
- (Viola violacea)

## W
- (Viola wailenalenae)
- (Viola walteri)

## Y
- (Viola yesoensis)

## Hibrid fajok
- Bernardi ibolya Viola × bernardii
- Viola × bissellii
- Viola × brauniae
- Viola × conjugens
- Viola × consobrina
- Viola × consocia
- Viola × cooperrider
- Viola × cordifolia
- Viola × davisii
- Viola × eamesii
- Viola × eclipes
- Viola × filicetorum
- Viola × hollickii
- Viola × insolita
- Viola × luciae
- Viola × malteana
- Viola × mistura
- Viola × modesta
- Viola × mollicula
- Viola × mulfordiae
- Viola × notabilis
- Viola × peckiana
- Viola × porteriana
- Viola × primulifolia
- Viola × ravida
- Viola × redacta
- Viola × ryoniae
- Viola × slavinii
- kerti árvácska (Viola × wittrockiana)
- Viola × wujekii